# Joris Haeck
Joris Haeck (23 juli 1989) is een Belgische atleet, die gespecialiseerd is in de sprint. Hij werd tweemaal Belgisch kampioen.

## Loopbaan
Haeck nam in 2007 deel aan de Europese kampioenschappen U20. Zowel op de 4 x 100 m als de 4 x 400 m bereikte hij de finale. Op de 4 x 400 m werd hij vierde. Twee jaar werd hij op hetzelfde nummer alweer vierde, ditmaal bij de Europese kampioenschappen U23. Hij werd dat jaar op dit nummer ook geselecteerd voor de wereldkampioenschappen, maar kwam als reserve niet in actie.
In 2010 werd Haeck voor het eerst Belgisch kampioen op de 200 m. In 2011 veroverde hij op deze afstand ook indoor de Belgische titel.
Haeck was aangesloten bij Standaard Ajax (STAX) en stapte over naar AC Waasland, de club van zijn trainer Patrick Himschoot.

## Belgische kampioenschappen
Outdoor
| Onderdeel | Jaar |
| --------- | ---- |
| 200 m     | 2010 |

Indoor
| Onderdeel | Jaar |
| --------- | ---- |
| 200 m     | 2011 |

## Persoonlijke records
Outdoor
| Onderdeel | Prestatie | Wind     | Datum           | Plaats   |
| --------- | --------- | -------- | --------------- | -------- |
| 200 m     | 21,12 s   | -0,1 m/s | 2 augustus 2009 | Oordegem |
| 400 m     | 46,77 s   |          | 2 juli 2011     | Oordegem |

Indoor
| Onderdeel | Prestatie | Datum            | Plaats |
| --------- | --------- | ---------------- | ------ |
| 200 m     | 21,70 s   | 28 januari 2007  | Gent   |
| 400 m     | 48,12 s   | 22 februari 2009 | Gent   |

## Palmares

### 200 m
- 2009:  BK AC – 21,12 s
- 2010:  BK AC – 21,36 s
- 2011:  BK indoor AC – 21,84 s

### 400 m
- 2007:  BK indoor AC – 48,35 s
- 2009:  BK indoor AC – 48,12 s

### 4 x 100 m
- 2007: 7e EK U20 te Hengelo – 41,28 s

### 4 x 400 m
- 2007: 4e EK U20 te Hengelo – 3.09,53 s
- 2009: 4e EK U23 te Kaunas – 3.04,51 s